# پائولا فانتاتو
پائولا فانتاتو(Paola Fantato) متولد ۱۴ سپتامبر ۱۹۵۹ در شهر ورونای ایتالیا یکی از ورزشکاران تیراندازی با کمان زنان این کشور است که برنده ۸ مدال (۵ طلا) در بازیهای پارا المپیک تابستانی شده‌است.